# Adenanthos linearis
Adenanthos linearis är en tvåhjärtbladig växtart som beskrevs av Meissn.. Adenanthos linearis ingår i släktet Adenanthos och familjen Proteaceae. Inga underarter finns listade i Catalogue of Life.